# Vé (déu)
En la mitologia escandinava, Vé (/ˈweː/) és un dels Æsir i germà d'Odín i de Vili, amb els quals va matar Ymir i va utilitzar-ne el cadàver per crear el món. Era conegut per donar a la humanitat el poder de parlar i el dels sentits externs.